# 暖気
| ウィキペディアには「暖気」という見出しの百科事典記事はありません（タイトルに「暖気」を含むページの一覧/「暖気」で始まるページの一覧）。 代わりにウィクショナリーのページ「暖気」が役に立つかもしれません。 |